# Snow (ứng dụng)
Snow (cách điệu thành SNOW) là một ứng dụng nhắn tin ảnh và đa phương tiện trên di động được tạo bởi Camp Mobile, một công ty con của hãng tìm kiếm Hàn Quốc Naver Corporation. Tính năng nổi bật của ứng dụng là các hình dán (sticker) ảo sử dụng thực tế tăng cường và các bộ lọc ảnh. SNOW thường được so sánh với Snapchat, do các hình ảnh và tin nhắn được gửi từ hai nền tảng đều chỉ có thể xem được trong một thời gian ngắn.

## Bối cảnh
Vào tháng 9 năm 2015, SNOW được ra mắt như một dự án nhỏ của Camp Mobile. Ứng dụng nhận được nhiều sự chú ý do có kho bộ lọc, hình dán và các hiệu ứng làm đẹp rất lớn. Ứng dụng còn cộng tác cùng nhiều nghệ sĩ Hàn Quốc khác nhau như BTS và Twice nhằm ra mắt các hình dán cho ảnh tự chụp (selfie).
Năm 2016, ứng dụng được tách ra thành công ty riêng có tên là SNOW Corp.
Năm 2018, SNOW đã kêu gọi được số vốn đầu tư 50 triệu USD từ SoftBank và Sequoia China. Hãng được cho là sẽ dự định dùng số tiền đầu tư này để phát triển các công nghệ thực tế tăng cường và nhận diện gương mặt của mình.

## Tính năng
SNOW cho phép người dùng chụp ảnh hoặc quay video (với thời lượng tối đa là 10 giây) và chọn từ 1.300 hình dán cùng 50 bộ lọc. Người dùng cũng có thể gửi các tin nhắn tự hủy sao 48 giờ. Các video có thể được lưu lại dưới dạng tập tin GIF.